# USPEER
USPEER는 WM 엔터테인먼트 소속의 대한민국 7인조 걸 그룹이다.

## 구성원
| 이름 | 소개 |
| ---- | --- |
| 여원 | - 본명 : 김여원 - 생년월일 : 2006년 4월 10일(19세) - 출생지 : 대한민국 - 활동기간 : 2025년 6월 4일 ~ 현재                              |
| 소이 | - 본명 : 김소연 - 생년월일 : 2007년 3월 11일(18세) - 출생지 : 대한민국 경상남도 진주시 - 활동기간 : 2025년 6월 4일 ~ 현재              |
| 시안 | - 본명 : 이시연 - 생년월일 : 2007년 8월 18일(17세) - 출생지 : 대한민국 경상남도 김해시 - 활동기간 : 2025년 6월 4일 ~ 현재              |
| 서유 | - 본명 : 박선우 - 생년월일 : 2007년 11월 26일(17세) - 출생지 : 대한민국 경기도 영천동 화성시 - 활동기간 : 2025년 6월 4일 ~ 현재        |
| 다온 | - 본명 : 김은지 - 생년월일 : 2008년 7월 7일(16세) - 출생지 : 대한민국 경기도 영천동 화성시 - 활동기간 : 2025년 6월 4일 ~ 현재          |
| 채나 | - 본명 : 한채희 - 생년월일 : 2009년 6월 8일(16세) - 출생지 : 대한민국 연향동 전라남도 선천군 - 활동기간 : 2025년 6월 4일 ~ 현재        |
| 로아 | - 본명 : 김가연 - 생년월일 : 2009년 10월 28일(15세) - 출생지 : 대한민국 경기도 광양동 동안구 안양시 - 활동기간 : 2025년 6월 4일 ~ 현재 |

## 음반

### 싱글
- 2025년 6월 4일 《Speed Zone》